# La Cumbre (Camotán)

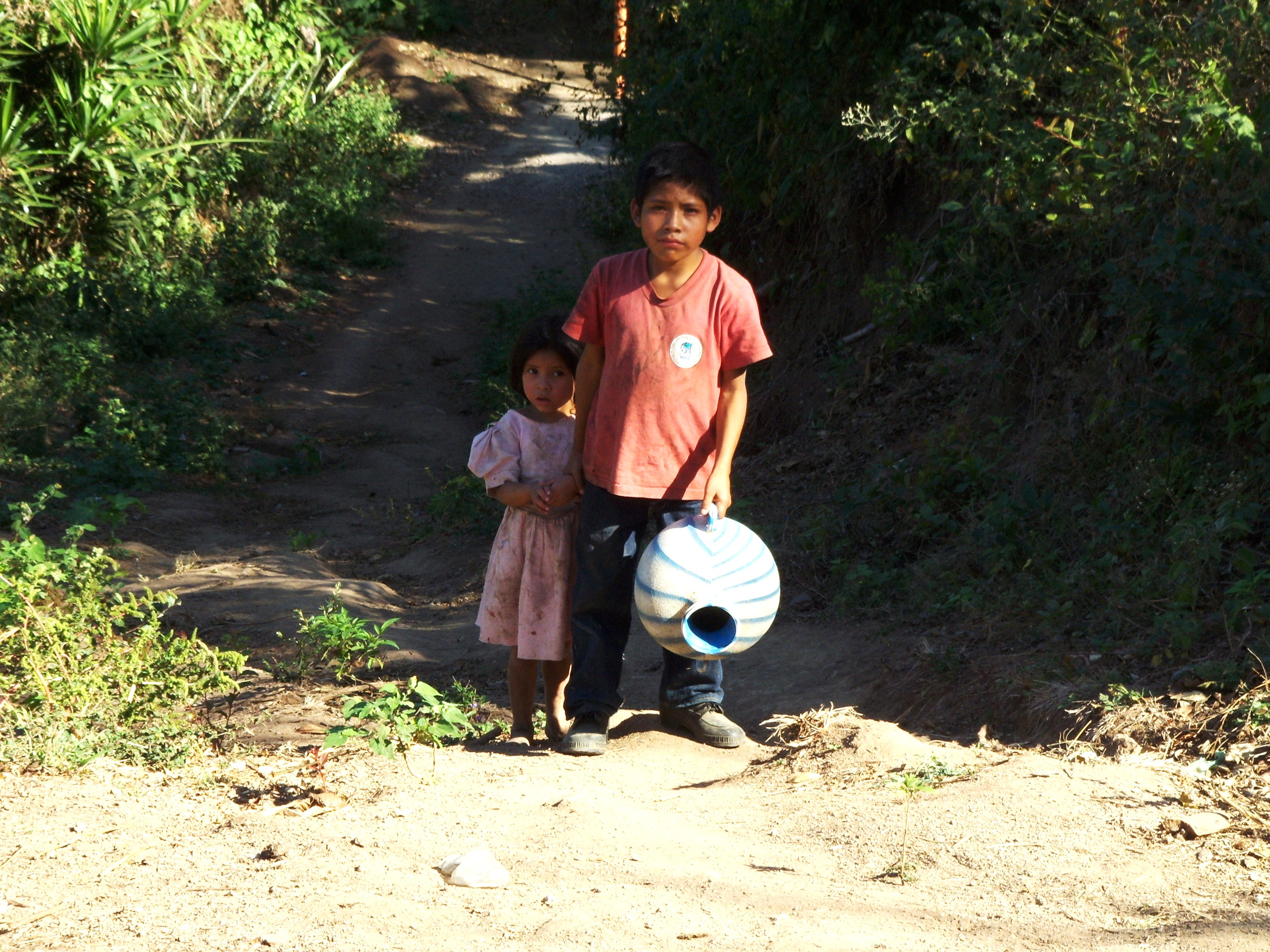
Los niños son los encargados de buscar el agua para el uso doméstico

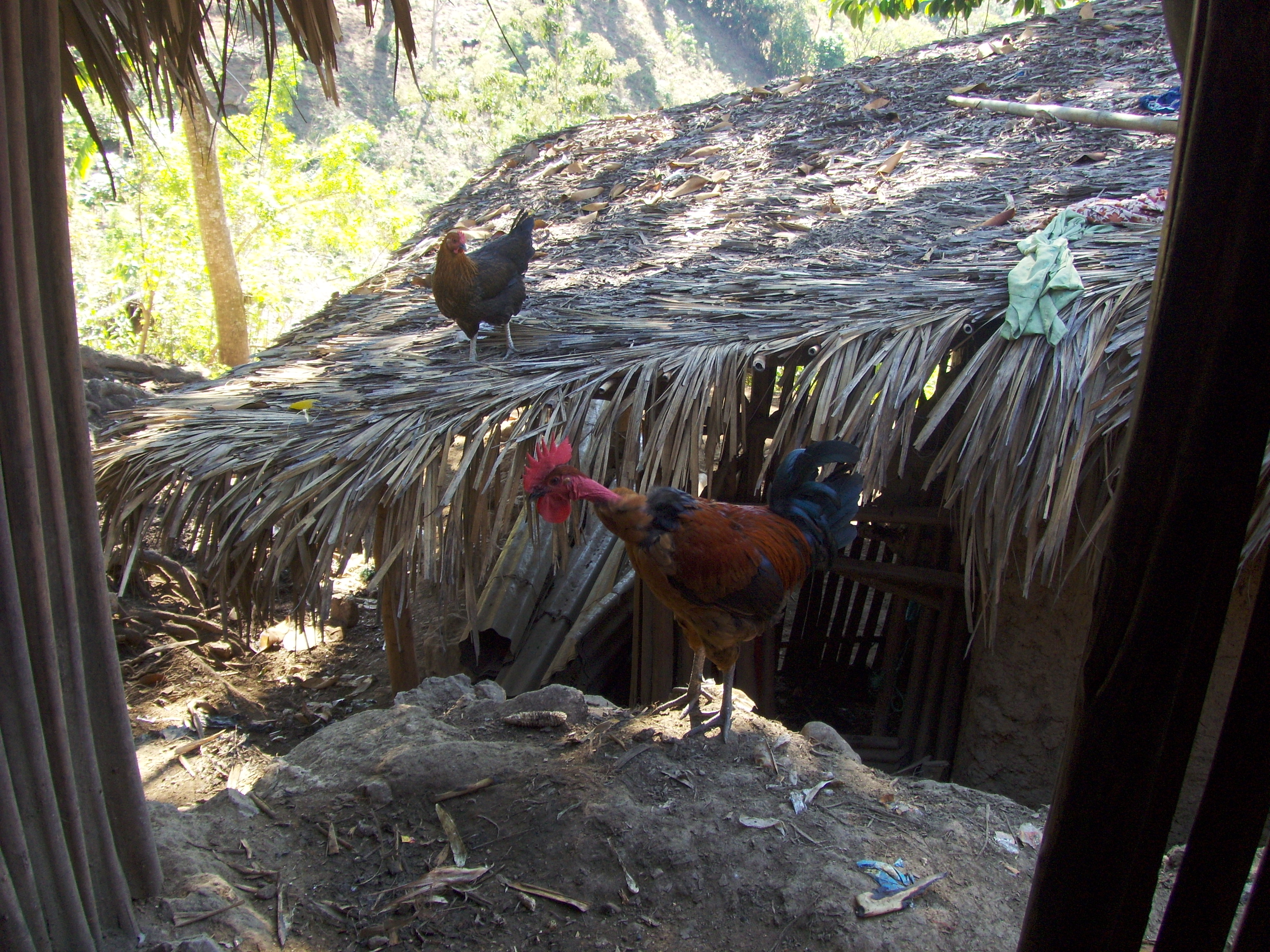
Patio de una vivienda típica de La Cumbre

La Cumbres es un caserío de la aldea Nearar, en el Municipio de Camotán en el departamento de Chiquimula, pertenece al denominado corredor seco, en Guatemala. Cuenta con 89 viviendas (534 habitantes, en el 2009).
La población de la aldea es ladina. Desde la creación de los consejos de desarrollo, la población del caserío no cuenta con agua potable, han identificado como proyecto prioritario la construcción de un sistema de agua potable por medio de aljibes para la comunidad, debido a los problemas que actualmente tienen con este servicio básico. 
Las viviendas características del lugar poseen paredes de block de concreto o de adobe, los techos son de lámina galvanizada y de hoja de palma, los pisos de cemento y de tierra apisonada.
Se abastecen de agua por medio de quebradas, y pequeños nacimientos, la mayoría de los cuales se secan durante el período seco, que tiene una duración de 6 meses. Los encargados de buscar el agua, en las quebradas y fuentes son principalmente las mujeres y los niños de ambos sexos. 

## Localización
El caserío La Cumbre, está ubicado en el oriente del país y localizada a 206 km de la ciudad capital de Guatemala y a 15 km y al noreste de la cabecera municipal. Desde la fundación de esta comunidad, sus habitantes se han dedicado al trabajo agrícola, sus cultivos principales principalmente cultivos de frijol negro (Phaseolus vulgaris), maíz (Zea mays L.) y café (Cofea arabiga), hay además algunas áreas con cubierta boscosa natural, predominando especies nativas de la zona de vida Bosque húmedo subtropical templado Bh-s(t), tales como pino de ocote (Pinus oocarpa Schiede), encino (Quercus sp), nance (Byrsonima crassifolia), hoja de lija (Curatella americana), etc . La principal fuente de ingresos el trabajar como jornaleros en las fincas de la región y el trabajo agrícola.
- 14°49′24″N 89°18′36″O / 14.82333, -89.31000